# 名古屋市電八熊東線
八熊東線（やぐまひがしせん）は、かつて愛知県名古屋市に存在した、名古屋市電の路線（路面電車）の一つである。同市中川区の八熊通停留場から昭和区の高辻停留場までを結んでいた。本項では八熊東線全通前に存在した八熊東線東西連絡線（やぐまひがしせんとうざいれんらくせん）についても記述する。

## 歴史
名古屋電気鉄道市内線の市営化後、名古屋市は同社の保有した特許線をベースとした「第1期建設改良工事」を実施し、路線網を拡張した。市はそれに続く新規路線として約58kmに及ぶ軌道敷設特許を取得し、更なる拡張に意欲を示したものの、資金不足により「第2期建設改良工事」と称した建設計画は1930年度で打ち切られ、大半が未開業線として先送りされることになった。八熊東線もその未開業線の中の一つである。八熊東線は一度、1928年（昭和3年）3月に一部区間が藤成線、千早線、循環南線（一部区間）とともに建設許可が下りているが、この時に建設されたのは藤成線と千早線のみであった。なお、八熊“東”線という路線名は八熊通からさらに西進する「八熊西線」に対するものであったが、八熊西線は未成に終わっている。
八熊東線の建設機運が再び高まったのは戦時中で、市東部の路線と名古屋港西岸（西臨港）の路線とを結び、西臨港の工場への工員輸送路確保を目的に敷設されることになった。まず八熊通 - 沢上町間、次いで沢下町 - 高辻間が開通したが、沢上町・沢下町間を縦断する鉄道省東海道本線や建設中の名鉄東西連絡線（現・名古屋本線）を跨ぐ方法が問題になった。結局、両路線の立体交差を回避するため金山橋停留場から名鉄線に沿って八熊東線に至る新設軌道を敷設し、暫定的な連絡を果たすことになった。これが八熊東線東西連絡線である。戦後、国鉄・名鉄線を跨ぐ沢上跨線橋が完成すると八熊東線東西連絡線は役目を終えて廃止された。
八熊東線は循環東線などと共に最後まで残った市電路線である（ただし全廃日まで残ったのは沢上町以東のみで、八熊通 - 沢上町間は西町工場の閉鎖や地下鉄4号線（現・名城線）への人員配置転換のため、全廃43日前に廃止された）。

### 年表
特記なき項は『日本鉄道旅行地図帳』7号を典拠とする。
- 1943年（昭和18年）12月30日 - 八熊通・沢上町間開通。
- 1944年（昭和19年）
  - 3月1日 - 沢下町（仮）・高辻間開通。
  - 12月20日 - 金山橋・池内町（八熊東線東西連絡線）間開通。沢下町仮停留場廃止。
- 1954年（昭和29年）7月1日 - 沢上町・池内町間開通。八熊東線東西連絡線廃止。
- 1974年（昭和49年）
  - 2月16日 - 八熊通・沢上町間廃止。
  - 3月31日 - 沢上町・高辻間廃止。

## 停留場
| 停留場名 | 読み             | キロ程 | 接続路線                                     |
| -------- | ---------------- | ------ | -------------------------------------------- |
| 八熊通   | やぐまどおり     | 0.0    | 名古屋市電：下江川線                         |
| 新尾頭町 | しんおとうちょう | 0.5    |                                              |
| 沢上町   | さわかみちょう   | 0.9    | 名古屋市電：熱田線                           |
| 池内町   | いけうちちょう   | 1.3    | 名古屋市電：八熊東線東西連絡線（1954年廃止） |
| 高辻     | たかつじ         | 1.9    | 名古屋市電：東郊線                           |

| 停留場名 | 読み           | キロ程 | 接続路線                                                                 |
| -------- | -------------- | ------ | ------------------------------------------------------------------------ |
| 金山橋   | かなやまばし   | 0.0    | 名古屋市電：熱田線 国鉄：中央本線（金山駅） 名鉄：名古屋本線（金山橋駅） |
| 池内町   | いけうちちょう | 0.7    | 名古屋市電：八熊東線                                                     |